# Neopotamolejeunea
Neopotamolejeunea là một chi rêu trong họ Lejeuneaceae.